# مذهب (فیلم)
مذهب (انگلیسی: Religion) فیلمی هندی در سبک درام است که در سال ۲۰۰۷ منتشر شد. از بازیگران آن می‌توان به پانکاج کاپور اشاره کرد.